# I liga urugwajska w piłce nożnej (1916)
- Mistrz Urugwaju 1916: Club Nacional de Football
- Wicemistrz Urugwaju 1916: CA Peñarol
- Spadek do drugiej ligi: nikt nie spadł
- Awans z drugiej ligi: Charley Montevideo

Mistrzostwa Urugwaju w roku 1916 były mistrzostwami rozgrywanymi według systemu, w którym wszystkie kluby rozgrywały ze sobą mecze każdy z każdym u siebie i na wyjeździe, a o tytule mistrza i dalszej kolejności decydowała końcowa tabela. Ponieważ nikt nie spadł i awansował jeden klub, liga zwiększyła się z 9 do 10 klubów.

## Primera División

### Końcowa tabela sezonu 1916
| Poz | Klub                      | Mecze | Zw | Rem | Por | Pkt | BrZd | BrStr |
| --- | ------------------------- | ----- | -- | --- | --- | --- | ---- | ----- |
| 1   | Club Nacional de Football | 16    | 14 | 2   | 0   | 30  | 28   | 5     |
| 2   | CA Peñarol                | 16    | 7  | 4   | 5   | 18  | 29   | 19    |
| 3   | Montevideo Wanderers      | 16    | 7  | 3   | 6   | 17  | 13   | 20    |
| 4   | Central Montevideo        | 16    | 6  | 3   | 7   | 15  | 16   | 17    |
| 5   | River Plate FC Montevideo | 16    | 4  | 5   | 7   | 13  | 18   | 17    |
| 6   | Universal Montevideo      | 16    | 3  | 7   | 6   | 13  | 16   | 19    |
| 7   | Dublín Montevideo         | 16    | 4  | 5   | 7   | 13  | 13   | 17    |
| 8   | Defensor Sporting         | 16    | 4  | 5   | 7   | 13  | 10   | 17    |
| 9   | Reformers Montevideo      | 16    | 5  | 2   | 9   | 12  | 10   | 22    |